# Nadson (football, 1984)
Pour les articles homonymes, voir Nadson.
José Nadson Ferreira, plus communément appelé Nadson, est un footballeur brésilien né le 18 octobre 1984 à Ubaitaba et évoluant au poste de défenseur.

## Palmarès
- Champion de Moldavie en 2007, 2008, 2009 et 2010.

- Vainqueur de la Coupe de Moldavie en 2008, 2009 et 2010.

- Vainqueur de la Supercoupe de Moldavie en 2007.

- Vainqueur de la Coupe de la CEI en 2009.

- Vainqueur de la Supercoupe de Belgique en 2011

- Vainqueur de la Coupe de Belgique en 2013 avec le RC Genk